# Bahnhof Akaike
Der Bahnhof Akaike (jap. 赤池駅, Akaike-eki) ist ein Bahnhof auf der japanischen Insel Honshū. Er wird gemeinsam von der Bahngesellschaft Meitetsu (Nagoya Tetsudō) und vom Verkehrsamt der Stadt Nagoya betrieben und befindet sich in der Präfektur Aichi auf dem Gebiet der Stadt Nisshin östlich von Nagoya.

## Verbindungen
Akaike ist ein Zwischenbahnhof am Übergang zwischen der Tsurumai-Linie der kommunal geführten U-Bahn Nagoya und der unmittelbar daran anschließenden Meitetsu Toyota-Linie der privaten Bahngesellschaft Meitetsu in die östlich gelegene Stadt Toyota. Beide Unternehmen teilen sich den Bahnverkehr mit einem integralen Fahrplan.
Den rein innenstädtischen U-Bahn-Verkehr von Akaike durch das Stadtzentrum von Nagoya nach Kami-Otai übernimmt die U-Bahn. Auf diesem Abschnitt verkehren die Züge tagsüber alle sieben oder acht Minuten, während der Hauptverkehrszeit alle vier oder fünf Minuten, an Wochenenden und Feiertagen alle zehn Minuten. Meitetsu-Züge werden in Akaike durchgebunden und befahren weitere Abschnitte, die an beide Enden der Tsurumai-Linie anschließen. In Richtung Osten verkehren sie auf der Meitetsu Toyota-Linie mit Halt an allen Zwischenbahnhöfen über Umetsubo nach Toyotashi im Stadtzentrum von Toyota. Auf diesem Abschnitt besteht tagsüber ein fester 15-Minuten-Takt, während der Hauptverkehrszeit in Lastrichtung ein 8-Minuten-Takt. Die westliche Endstation der Meitetsu-Züge ist üblicherweise Kami-Otai. Ein Zug je Stunde wechselt dort auf die Meitetsu Inuyama-Linie und fährt weiter bis nach Iwakura, Kashiwamori oder Inuyama.
Der Bereich rund um das Empfangsgebäude ist als Kreisverkehr gestaltet, an dem sich mehrere Bushaltestellen befinden. Diese bedienen ein Dutzend Linien der Gesellschaft Meitetsu Bus. Hinzu kommen fünf Shuttlebusse zu umliegenden Schulen.

## Anlage
Der Tunnelbahnhof steht im Osten jenes Stadtteils, nach dem er benannt ist, rund anderthalb Kilometer südwestlich des Zentrums der Vorortgemeinde Nisshin. Die dicht besiedelte Umgebung ist eine Mischung aus Wohn- und Geschäftsvierteln. Mit Ausnahme des dreigeschossigen Empfangsgebäudes, das mehrere Geschäfte enthält, ist die gesamte Anlage unterirdisch. Von der ebenerdigen Haupt-Verteilerebene aus ist die Bahnsteigebene über Treppen, Rolltreppen und Aufzüge erreichbar. Nur über Treppen gelangt man von dort zum östlichen Eingang. Die Bahnsteigebene selbst umfasst drei Gleise an zwei Mittelbahnsteigen, die beide 8,6 m breit und 170 m lang sind. Das mittlere Gleis 2/3 ist nach dem Prinzip der spanischen Lösung verlegt, kann also gleichzeitig von beiden Seiten her zum Ein- und Aussteigen genutzt werden. Das Portal des Innenstadttunnels liegt etwa 200 m östlich des Bahnhofs. Dort zweigt die Zufahrt zum U-Bahn-Betriebshof Nisshin ab, der sich entlang der Nordseite der Meitetsu Toyota-Linie erstreckt und neben der Abstellanlage auch die Hauptwerkstätte sowie ein kleines Museum umfasst.
Im Fiskaljahr 2019 nutzten durchschnittlich 50'695 Fahrgäste täglich den Bahnhof. Davon entfielen 30.719 auf die U-Bahn und 19'976 auf die Meitetsu.

## Bilder

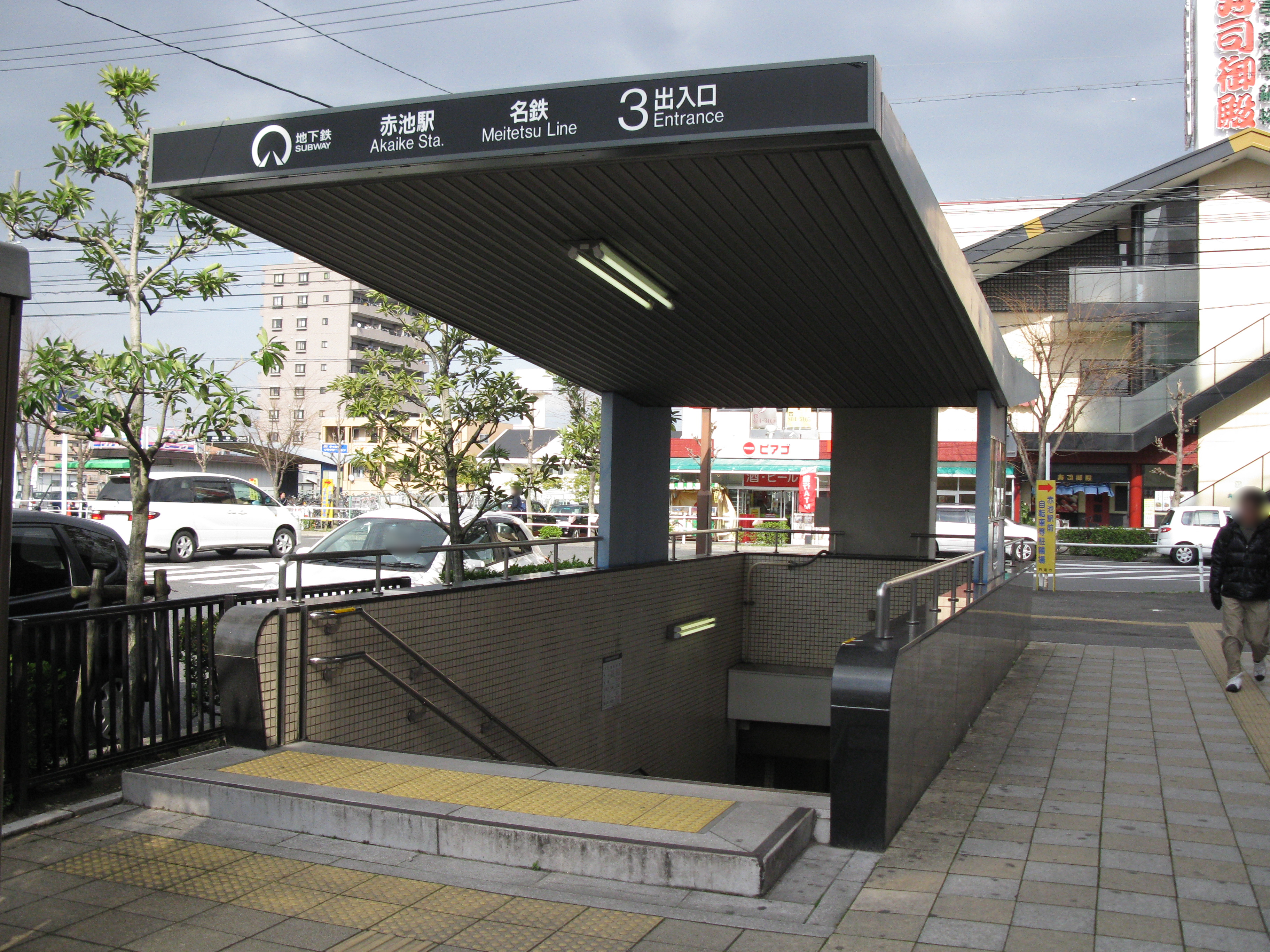
Osteingang
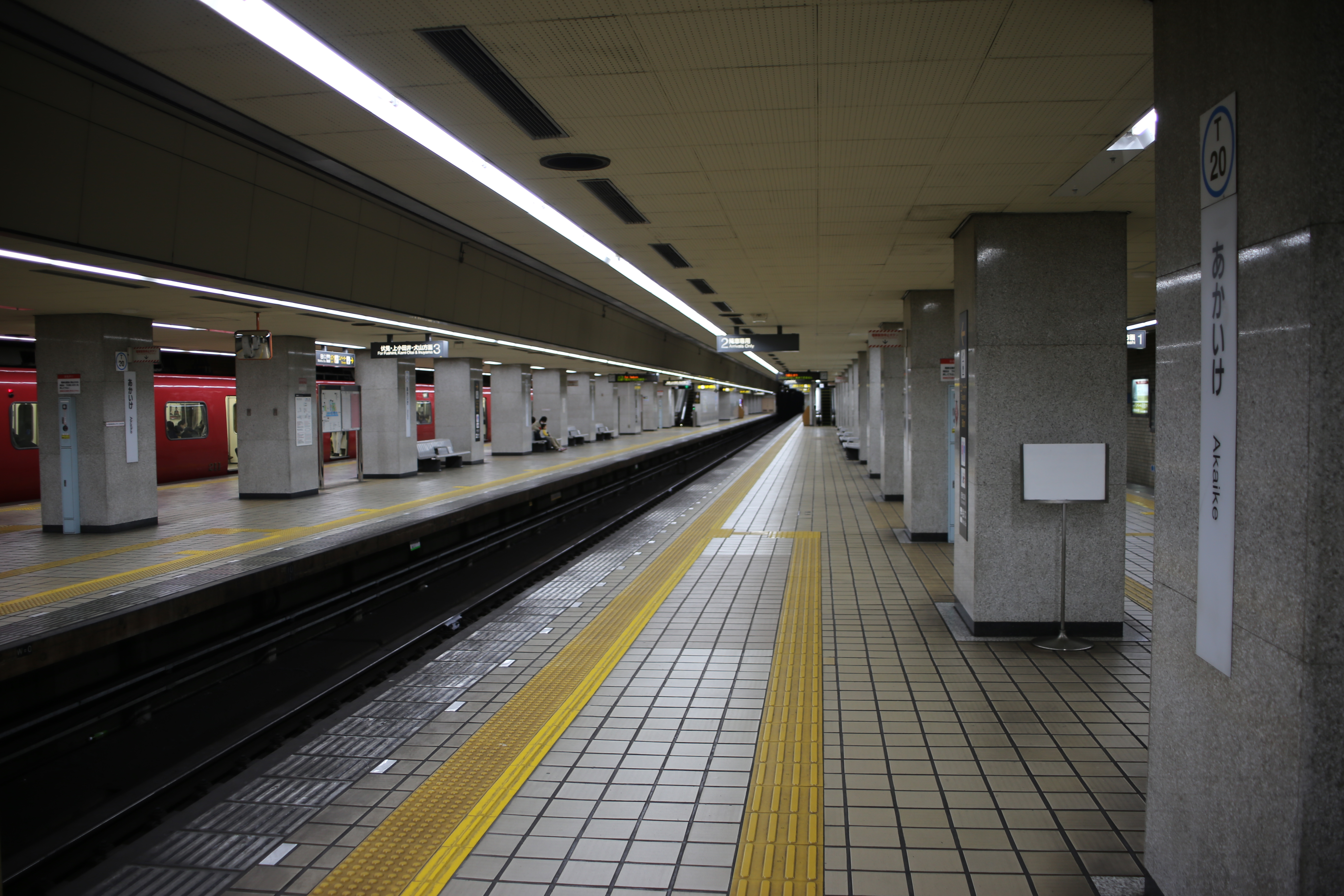
Ansicht des Bahnsteige (Gleis 2/3)
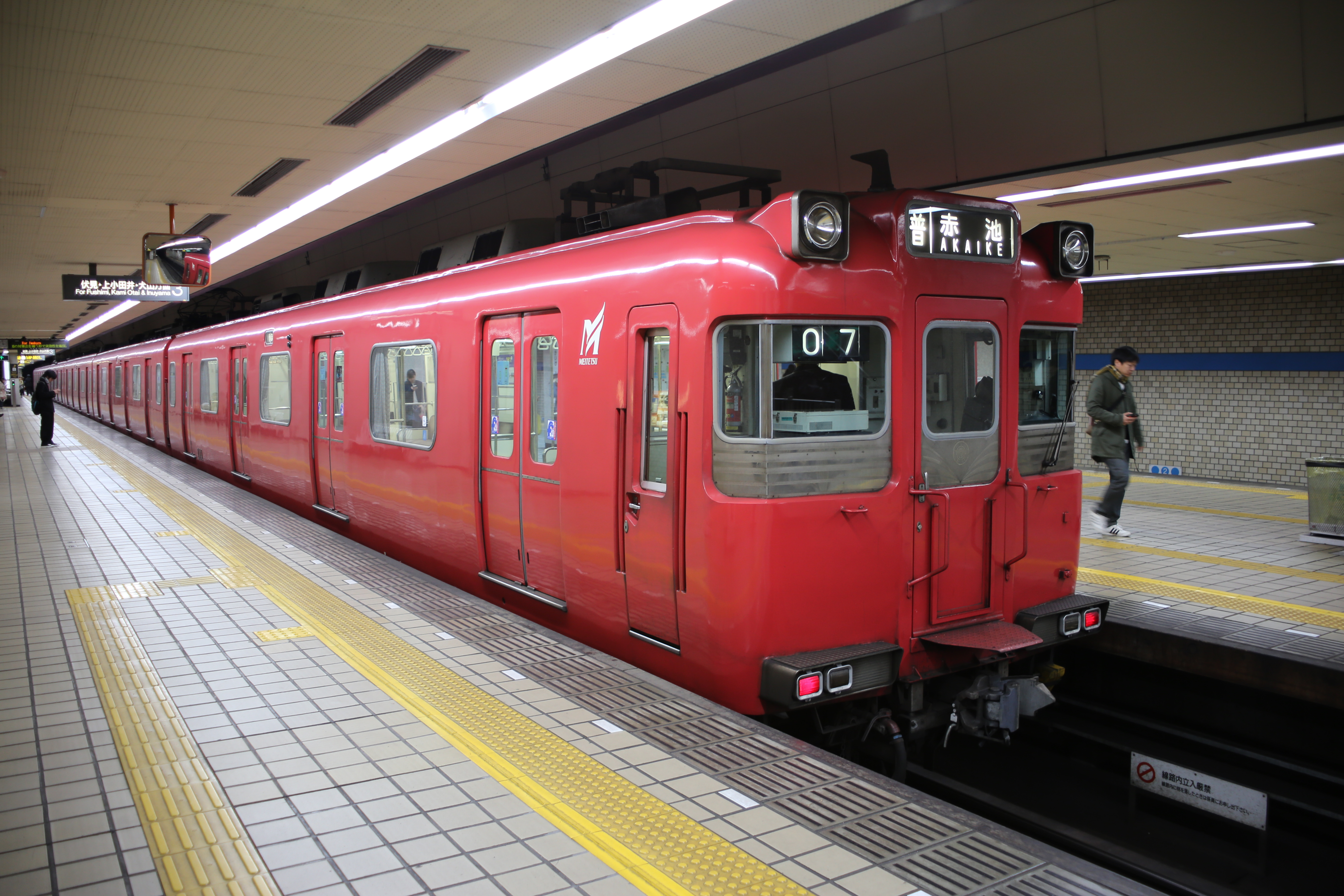
Meitetsu-Triebzug der Baureihe 100
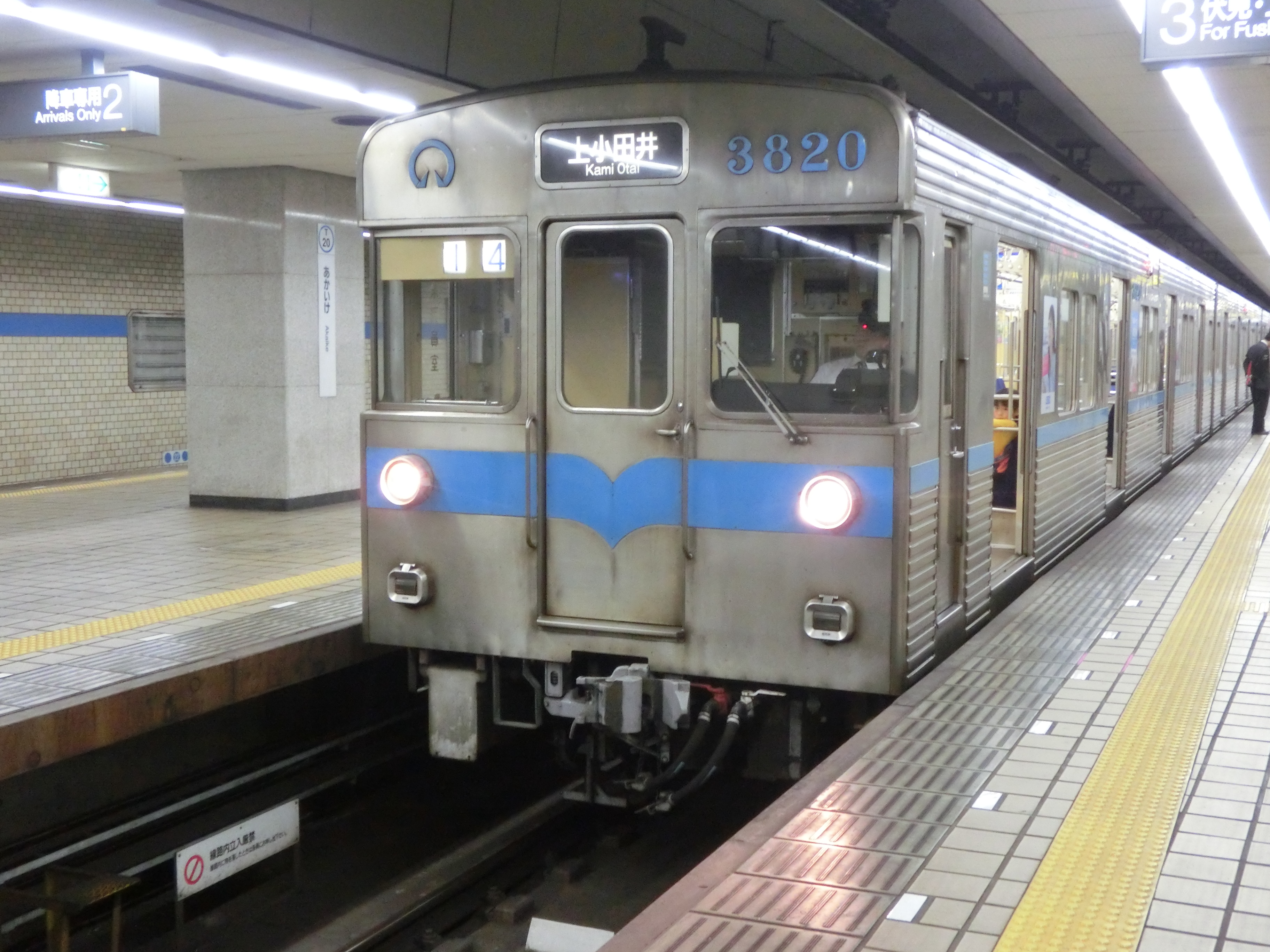
U-Bahn-Triebzug der Baureihe 3000
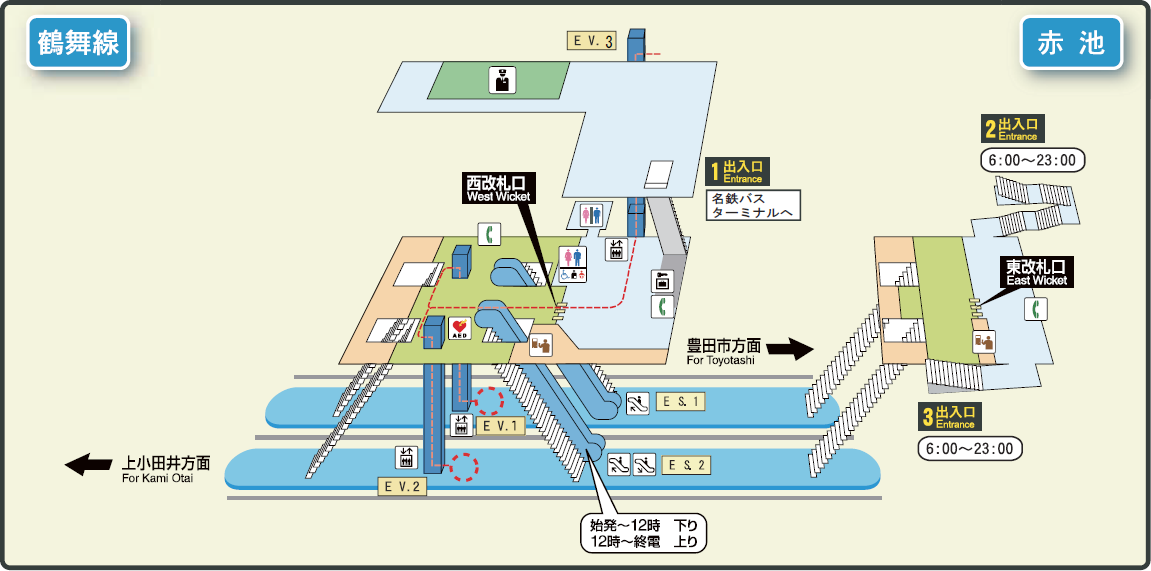
Planskizze des Bahnhofs
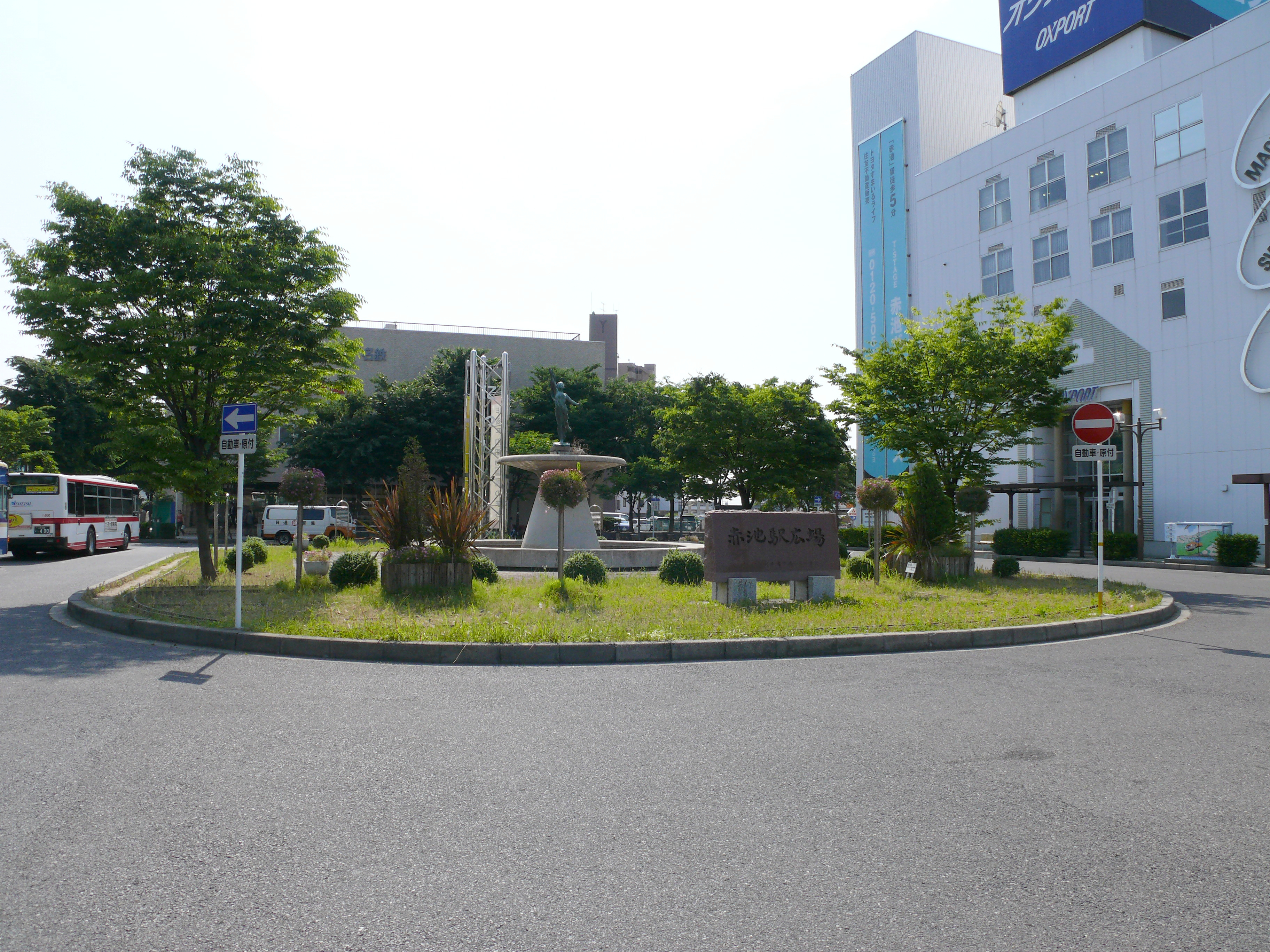
Bahnhofsvorplatz

## Gleise

Gleisplan

| 1   | ▉ Meitetsu Toyota-Linie | Umetsubo • Toyotashi          |
| 2   | ▉ Meitetsu Toyota-Linie | (nur zum Aussteigen)          |
| 3/4 | ▉ Tsurumai-Linie        | Fushimi • Kami-Otai • Inuyama |

## Linien
| Verlauf der Meitetsu Toyota-Linie                                                      |
| -------------------------------------------------------------------------------------- |
| Umetsubo • Kami-Toyota • Jōsui • Miyoshigaoka • Kurozasa • Komenoki • Nisshin • Akaike |

## Geschichte
Der Bahnhof entstand ab Oktober 1973 als Gemeinschaftsprojekt des städtischen Verkehrsamts und der Meitetsu. Er wurde am 1. Oktober 1978 eröffnet, als das städtische Verkehrsamt die Tsurumai-Linie um 5,4 km von Yagoto bis Akaike verlängerte. Acht Monate später, am 29. Juli 1979, folgte die Inbetriebnahme der daran anschließenden Meitetsu Toyota-Linie in Richtung Toyota. Seit dem Einbau neuer Aufzüge im Jahr 2009 ist der Bahnhof barrierefrei benutzbar.